# XVII Liga Andaluza de Futbol Americano
La XVII Liga Andaluza de Futbol Americano è la 17ª edizione del campionato di football americano, organizzato dalla FAFA.

## Squadre partecipanti
| Club                | Città                    | Stadio | Sponsor ufficiale | Risultato nella stagione 2017 |
| ------------------- | ------------------------ | ------ | ----------------- | ----------------------------- |
| Almería Barbarians  | Almería                  |        |                   |                               |
| El Puerto Seagulls  | El Puerto de Santa María |        |                   |                               |
| Fuengirola Potros   | Fuengirola               |        |                   |                               |
| Mairena Blue Devils | Mairena del Aljarafe     |        |                   |                               |
| Málaga Corsairs     | Malaga                   |        |                   |                               |
| Sevilla Linces      | Siviglia                 |        | Inmobalia         |                               |

## Stagione regolare

### Calendario

#### 1ª giornata
| Almería 2 dicembre 2017, ore 16:00 | Almería Barbarians | 36 – 12 referto | El Puerto Seagulls | Estadio de la Juventud "Emilio Campra" |

| Palomares del Río 3 dicembre 2017, ore 12:00 | Mairena Blue Devils | 28 – 6 referto | Sevilla Linces | Polideportivo |

#### 2ª giornata
| Fuengirola 17 dicembre 2017, ore 13:00 | Fuengirola Potros | 79 – 0 referto | Málaga Corsairs | Estadio de Suel |

#### 3ª giornata
| Santiponce 14 gennaio 2018, ore 12:00 | Sevilla Linces | 3 – 46 referto | Fuengirola Potros | Estadio Juan Muñoz Romero |

#### 4ª giornata
| El Puerto de Santa María 20 gennaio 2018, ore 16:00 | El Puerto Seagulls | 0 – 54 referto | Mairena Blue Devils | Ciudad Deportiva Portuense |

| Malaga 21 gennaio 2018, ore 12:00 | Málaga Corsairs | 0 – 48 referto | Almería Barbarians | Campo de fútbol José Gallardo |

#### 5ª giornata
| Almería 27 gennaio 2018, ore 16:00 | Almería Barbarians | 44 – 7 referto | Sevilla Linces | Estadio de la Juventud "Emilio Campra" |

#### 6ª giornata
| Palomares del Río 3 febbraio 2018, ore 19:00 | Mairena Blue Devils | 49 – 0 referto | Málaga Corsairs | Polideportivo |

| Fuengirola 4 febbraio 2018, ore 13:00 | Fuengirola Potros | 87 – 0 referto | El Puerto Seagulls | Estadio de Suel |

#### 7ª giornata
| Malaga 18 febbraio 2018, ore 12:00 | Málaga Corsairs | 13 – 9 referto | Sevilla Linces | Campo de fútbol José Gallardo |

| Palomares del Río 18 febbraio 2018, ore 13:00 | Mairena Blue Devils | 29 – 34 referto | Fuengirola Potros | Polideportivo |

#### 8ª giornata
| El Puerto de Santa María 24 febbraio 2018, ore 16:00 | El Puerto Seagulls | 0 – 60 referto | Almería Barbarians | Ciudad Deportiva Portuense |

#### 9ª giornata
| Santiponce 4 marzo 2018, ore 12:00 | Sevilla Linces | 12 – 43 referto | Mairena Blue Devils | Estadio Juan Muñoz Romero |

| Fuengirola 4 marzo 2018, ore 13:00 | Fuengirola Potros | 28 – 0 referto | Almería Barbarians | Estadio de Suel |

#### 10ª giornata
| El Puerto de Santa María 10 marzo 2018, ore 16:00 | El Puerto Seagulls | 13 – 30 referto | Málaga Corsairs | Ciudad Deportiva Portuense |

#### 11ª giornata
| Almería 18 marzo 2018, ore 11:00 | Almería Barbarians | 12 – 25 referto | Mairena Blue Devils | Estadio de la Juventud "Emilio Campra" |

| Santiponce 18 marzo 2018, ore 12:00 | Sevilla Linces | 45 – 0 referto | El Puerto Seagulls | Estadio Juan Muñoz Romero |

#### 12ª giornata
| Malaga 25 marzo 2018, ore 12:00 | Málaga Corsairs | 0 – 76 referto | Fuengirola Potros | Campo de fútbol José Gallardo |

### Classifica
La classifica della regular season è la seguente:
- PCT = percentuale di vittorie, G = partite giocate, V = partite vinte,  P = partite perse, PF = punti fatti, PS = punti subiti

| Pos. | Squadra             | PCT   | G | V | N | P | PF  | PS  |
| ---- | ------------------- | ----- | - | - | - | - | --- | --- |
| 1    | Fuengirola Potros   | 1.000 | 6 | 6 | 0 | 0 | 350 | 32  |
| 3    | Mairena Blue Devils | .833  | 6 | 5 | 0 | 1 | 228 | 64  |
| 2    | Almería Barbarians  | .667  | 6 | 4 | 0 | 2 | 200 | 72  |
| 4    | Málaga Corsairs     | .333  | 6 | 2 | 0 | 4 | 43  | 274 |
| 5    | Sevilla Linces      | .167  | 6 | 1 | 0 | 5 | 82  | 174 |
| 6    | El Puerto Seagulls  | .000  | 6 | 0 | 0 | 6 | 25  | 312 |

## Playoff

### Tabellone
|  | Semifinali | Semifinali          | Semifinali |                     |    | Finale            | Finale | Finale |  |
|  |            |                     |            |                     |    |                   |        |        |  |
|  | 1          | Fuengirola Potros   | 68         |                     |    |                   |        |        |  |
|  | 1          | Fuengirola Potros   | 68         |                     |    |                   |        |        |  |
|  | 4          | Málaga Corsairs     | 0          |                     |    |                   |        |        |  |
|  | 4          | Málaga Corsairs     | 0          |                     | 1  | Fuengirola Potros | 19     |        |  |
|  |            |                     |            |                     | 1  | Fuengirola Potros | 19     |        |  |
|  |            |                     | 2          | Mairena Blue Devils | 14 |                   |        |        |  |
|  | 3          | Almería Barbarians  | 2          | Mairena Blue Devils | 14 | 15                |        |        |  |
|  | 3          | Almería Barbarians  |            |                     |    |                   |        |        |  |
|  | 2          | Mairena Blue Devils | 20         |                     |    |                   |        |        |  |

### Semifinali
| Fuengirola 8 aprile 2018, ore 11:00 | Fuengirola Potros | 68 – 0 referto | Málaga Corsairs | Estadio de Suel |

| Palomares del Río 8 aprile 2018, ore 11:30 | Mairena Blue Devils | 20 – 15 referto | Almería Barbarians | Polideportivo |

### XVII Final de la LAFA
| Fuengirola 29 aprile 2018, ore 11:00 | Fuengirola Potros | 19 – 14 referto | Mairena Blue Devils | Estadio de Suel |

## Verdetti
- Fuengirola Potros Campioni della LAFA